# سیارک ۱۷۲۶
سیارک ۱۷۲۶ (به انگلیسی: 1726 Hoffmeister، نامگذاری:1933OE) هزار و هفتصد و بیست و ششمین سیارک کشف شده‌است که در ۲۴ ژوئیه ۱۹۳۳ و در هایدلبرگ کشف شد.
قدر مطلق سیارک برابر ۱۲٫۱۰ است.